# (242492) Fantomas
(242492) Fantomas ist ein Asteroid des mittleren Hauptgürtels, der vom Schweizer Physiklehrer und Amateurastronomen Michel Ory am 10. November 2004 am vollautomatischen Ritchey-Chrétien-81-cm-Teleskop des Tenagra II Observatory in Nogales, Arizona (IAU-Code 926) entdeckt wurde. Michel Ory konnte das Teleskop von der Schweiz aus ansteuern.
Der Asteroid ist nach der Romanfigur Fantômas benannt, dem Protagonisten aus der gleichnamigen französischen Kriminalroman-Serie der Autoren Pierre Souvestre und Marcel Allain. Die Benennung erfolgte am 21. August 2013.